# 하프라이프: 어포징 포스
《하프라이프: 어포징 포스》(영어: Half-Life: Opposing Force)는 사이언스 픽션의 1인칭 슈팅 게임으로 밸브 코퍼레이션의 하프라이프를 원작으로 기어박스 소프트웨어가 제작한 첫 번째 확장팩이며, 1999년 11월 1일 시에라 스튜디오가 발매하였다. 원작인 하프라이프에서 주인공 고든 프리맨이 적으로 상대했던 해병대원 에이드리언 셰퍼드를 주인공으로 하여 게임을 진행한다.
그리고 하프 라이프의 스토리 작가 Marc Raidlaw에 따르면, 하프 라이프의 확장팩들은 아직 그 스토리가 공식인지 공식이 아닌지 확정되지 않은 상태다. 그러므로 시나리오 작가가 하프 라이프의 이후 시리즈에 확장팩에 나왔던 것들을 등장시키느냐 마냐에 따라서 확장팩의 스토리가 공식인지 아닌지가 갈린다고 한다.

## 챕터
- 1. 접근 중 (Incoming) : 주인공인 에이드리언 셰퍼드가 블랙 메사로 파견 도중 참변을 당한다.
- 2. 블랙 메사에 오신 것을 환영합니다 (Welcome to Black Mesa) : 블랙 메사에 도착하여 사태의 심각성을 깨닫고 구조 요청을 하러 간다.
- 3. "우린 후퇴 중이다" ("We Are Pulling Out") : 셰퍼드는 군인들이 대대적으로 후퇴하고 있다는 것을 알아차리고 탈출하려 한다.
- 4. 전투 중 실종 (Missing in Action) : G맨의 소행으로 탈출에 실패한 셰퍼드는 블랙메사를 돌아다니며 탈출구를 찾게 된다.
- 5. 아군 사격 (Friendly Fire) : 셰퍼드는 람다 단지로 가야한다는 말을 동료에게 듣고 그곳으로 떠나면서 암살자의 공격을 받는다.
- 6. 우린 혼자가 아니다 (We Are Not Alone) : 람다 단지에 도착하였으나, 그곳에서는 고든 프리맨이 젠으로 향하고 있던 바로 그 장소였고 셰퍼드는 포탈을 사용하여 다른 장소로 이동하게 된다.
- 7. 수압 (Crush Depth) : 수중 연구실에 도착한 셰퍼드는 다시 한 번 블랙 메사에서 탈출할 길을 모색한다.
- 8. 가상 현실 (Vicarious Reality) : 생체 연구실에 도착한 셰퍼드는 탈출하던 도중 살아남은 동료가 도움을 요청하는 것을 듣게 된다.
- 9. 핏 웜의 둥지 (Pit Worm's Nest) : 오염물질 처리시설에서, 그는 거대한 생명체인 핏 웜을 발견하게 된다. (이 챕터는 '하프라이프1'의 '블래스트 핏'을 모방하였다)
- 10. 폭스트롯 유니폼 (Foxtrot Uniform) : X 종족과 젠 종족, 그리고 인간 사이의 치열한 전투가 벌어진다.
- 11. "배달물" ("The Package") : 셰퍼드는 블랙 메사의 깊숙한 곳을 둘러보던 도중 암살자의 비밀 작전을 알게 된다.
- 12. 세계의 충돌 (Worlds Collide) : 셰퍼드는 한 경비원에게 '이 세상에 존재하는 것 중 가장 역겨운 것'이 있다는 말을 듣고 그것을 해치우러 간다.
- 13. 종결 (Conclusion) : G맨이 여태까지 셰퍼드의 행적을 되짚어보며 그를 이 블랙 메사 사건의 목격자로 남기기 위해 그를 가두게 된다.

## 평가
| 통합 점수  | 통합 점수           |
| 통합사     | 점수                |
| ---------- | ------------------- |
| 게임랭킹스 | 85.45% (30 reviews) |
| 평론 점수  |                     |
| 평론사     | 점수                |
| CVG        | 9/10                |
| 유로게이머 | 7/10                |
| 게임프로   | [ 5 ]               |
| 게임스팟   | 9/10                |
| IGN        | 7.5/10              |
| PC 존      | 85%                 |

| 수상   | 수상                                                                |
| 평론사 | 수상                                                                |
| ------ | ------------------------------------------------------------------- |
|        | AIAS Interactive Achievement Award: Computer Game of the Year, 2000 |